# Albert Dunkel
Albert Diedrich Dunkel (* 23. Dezember 1856 in Bremen; † 1. Oktober 1905 in Bremen) war ein deutscher Architekt.

## Biografie

Villa Dunkel des Architekten, Parkallee 101

Albert D.(iedrich) Dunkel stammte aus einer Familie, die schon mehrere Baumeister hervorgebracht hatte. Seine Cousins Johann Diedrich Dunkel jun. (1845–1887) und Fritz Dunkel waren ebenfalls als Architekten in Bremen tätig. Nach dem Schulbesuch und einer praktischen Ausbildung erhielt er die Ausbildung zum Architekten an der Rheinisch-Westfälische Technische Hochschule Aachen. Er war ein Architekt der Stilrichtung des Historismus und bevorzugte Entwürfe im Stil der Neorenaissance. Er beteiligte sich mit der „altbremischen Straße“ an der Norddeutschen Gewerbe- und Industrieausstellung in Bremen. Das Essighaus aus der Renaissance in der Langenstraße (Altstadt) wurde 1897 nach seinen Plänen umgebaut. Das von ihm geplante Gebäude „Neue Sparkasse“, am Markt 14, entstanden von 1895 bis 1898, wurde vom Bankhaus Neelmeyer übernommen und im Krieg 1944 zerstört. Er plante weiterhin den Umbau der Bremer Kunsthalle (1902) und zusammen mit Diedrich Tölken die Gebäude für die Bremer Bank, Am Domshof 8/9 (1905) sowie für den kaufmännischen Verein „Union“ an der Ecke Wachtstraße / Tiefer (1903; zerstört 1944).

### Familie
Dunkel war der Vater von Manfred Dunkel, dem langjährigen Inhaber der Firma E. Leybolds Nachfolger in Köln, Vorsitzender des AGV M+E in Köln (1964–1966) und Stifter des Gaede-Preis der Deutschen Vakuumgesellschaft. Cousin von Dunkel war der Kaufmann und Politiker Richard Dunkel, Mitglied der Deutschen Demokratischen Partei (DDP) und von 1919 bis 1930 Präsident der Bremer Bürgerschaft.

## Werke

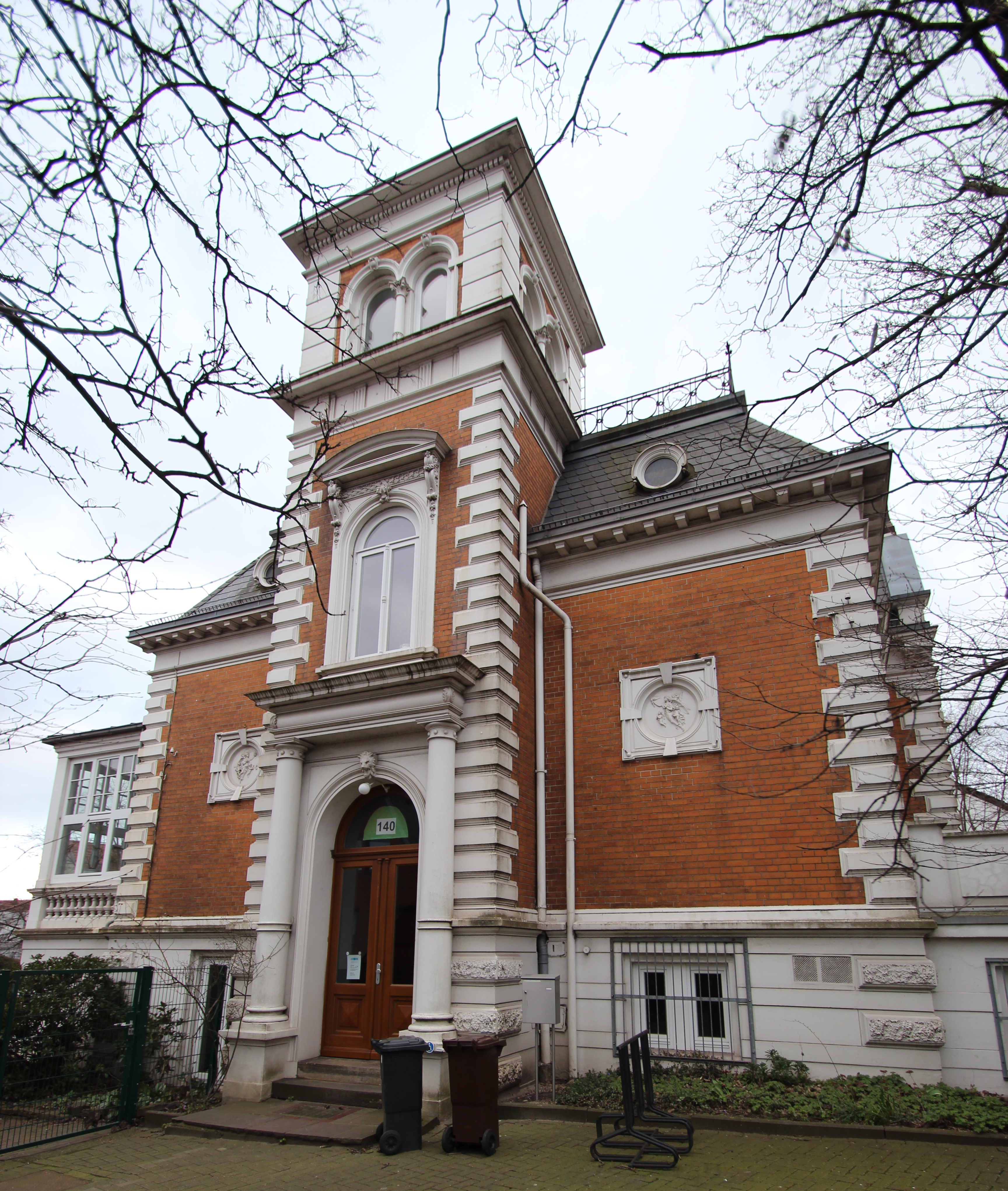
Villa Oesselmann, Bremen 1888

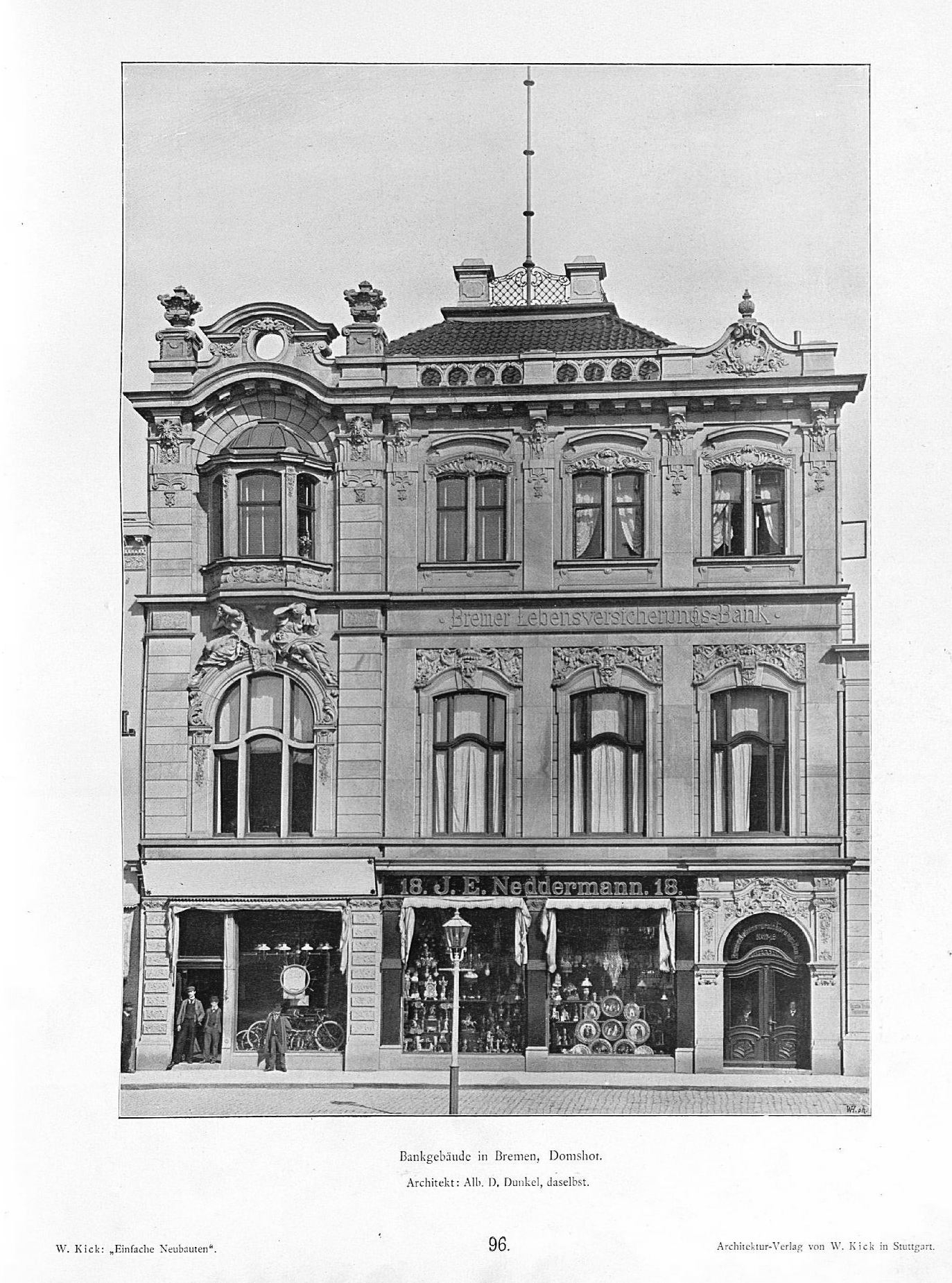
Bremer Lebensversicherungs-anstalt, Domshof 17–18, 1891

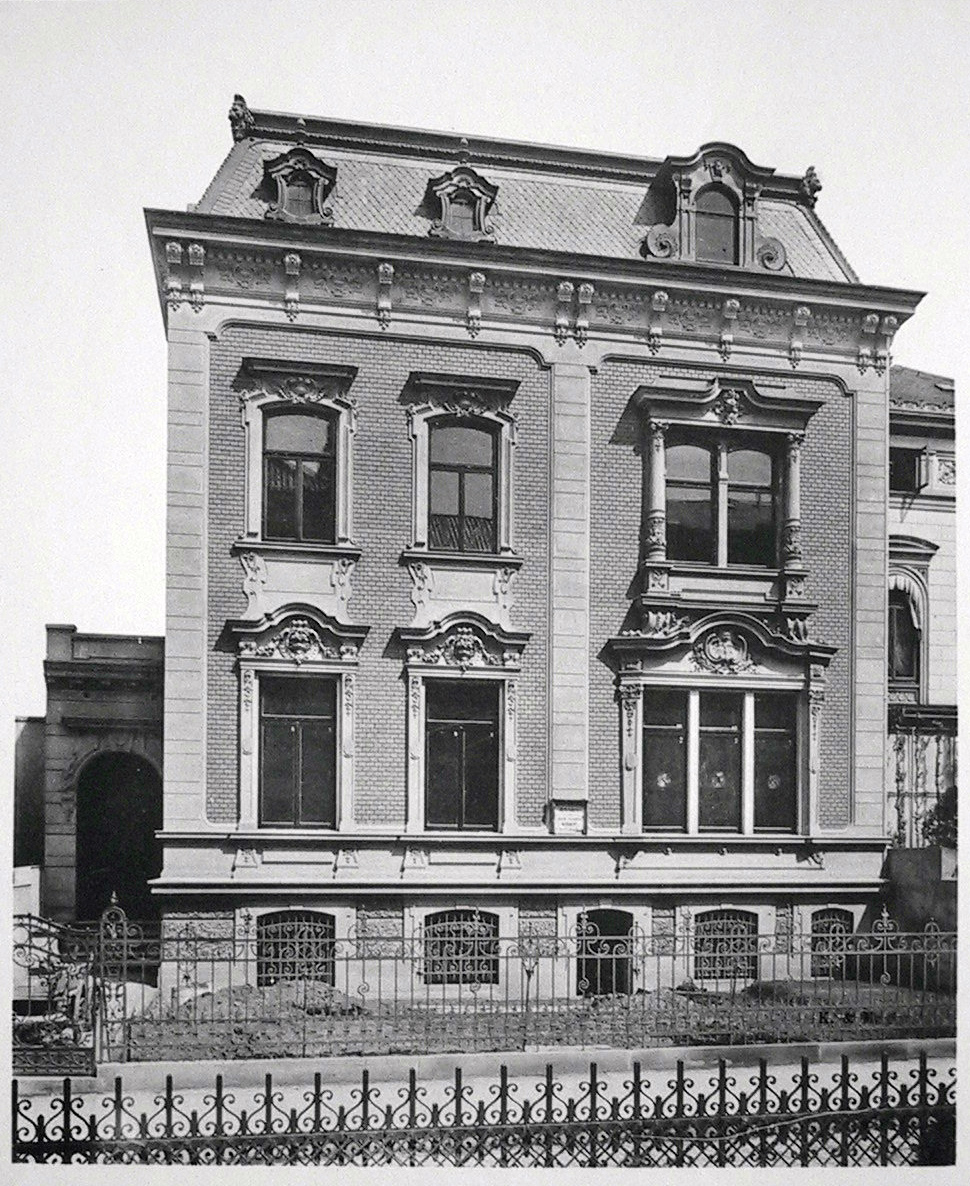
Haus Oelrichs in der Kohlhökerstraße 34, 1894

Geschäftshaus des kaufmännischen Vereins „Union“, Wachtstraße/Ecke Tiefer, 1903

- 1885: Herrenhaus für Konsul August Wilhelm Brauer, Osterholzer Heerstraße / Hans-Bredow-Straße (Landgut Kriete), Bremen[1][2]
- 1886: Geschäftshaus Heinrich Ludewig, Obernstraße 2, Ecke Sögestraße, Bremen[3]
- 1887–1888: Villa Oesselmann, Waltjenstraße 140, Bremen[4]
- 1890: Wohnhaus Eduard Wätjen, Contrescarpe 74/75, Bremen (mit Eduard Gildemeister)[5]
- 1891: Bremer Lebensversicherungsanstalt, Domshof 17–18[6]
- 1892: Wohnhaus Christian Heinrich „Emil“ Wätjen, Am Dobben 112, Bremen[7]
- 1893: Geschäftshaus Eduard Wätjen, Domshof 10 (für den Neubau der Bremer Bank abgebrochen)
- 1894: Wohnhaus Kohlhökerstraße 20 (Haus Banck)[8]
- 1894: Wohnhaus Kohlhökerstraße 34 (Haus Oelrichs)[9][10]
- 1895: Neue Sparkasse, Am Markt 14, Bremen[11]
- 1896: Parkwärterhaus (Wätjenhaus) im Bremer Bürgerpark[12][13]
- 1897: Villa Dauelsberg, Schwachhauser Heerstraße 61, Bremen[14]
- 1897: Villa Dunkel, Parkallee 101, Bremen[15]
- 1897: Wohnhaus Schwachhauser Heerstraße 55 Haus Julius Banck, Bremen
- 1897: Wohnhaus Schwachhauser Heerstraße 57, Haus Eduard Michaelsen (Konsul von Spanien)
- 1897: Esszimmer und Diele im Essighaus, Bremen[16]
- 1898: Doppelhaus Parkallee 83–85[17]
- 1898: Erweiterung und innerer Ausbau des Wohnhauses Carl Schünemann, Contrescarpe 60/61[18][19]
- 1898: Umbau Wohnhaus Wätjen, Osterdeich, Bleicherstraße 35, Bremen[20]
- 1898–1899: Umbau Wohnhaus Aline von Kapff, Schwachhauser Chaussee[21]
- 1899: Häusergruppe an der Contrescarpe, Ansgariithor, Bremen[22]
- 1899: Loge „Zum Ölzweig“, Philosophenweg[23]
- 1899–1900: Geschäftshaus Th. Gräser, Sögestraße-/Ecke Pelzstraße, Bremen[24]
- 1899–1900: Villa Buchholz, Hollerallee 6, Bremen; Inneneinrichtung von Heinrich Bremer[25][26]
- 1900: Umbau Wohnhaus Gust. Lahusen, Breitenweg 7[27]
- 1900: Umbau Kunsthalle Bremen (mit Eduard Gildemeister)[28][29]
- 1902–1904: Bremer Bank, Domshof 8–9, Bremen (mit Diedrich Tölken)[30]
- 1903: Kaufmännischer Verein „Union“, Wachtstraße 9–13/Ecke Tiefer, Bremen (mit Diedrich Tölken)[31]